# Бенсонвілл
Бенсонві́лл (англ. Bensonville) — місто, адміністративний центр графства Монтсеррадо, Ліберія. Столиця країни, Монровія, також розташована в графстві Монтсеррадо, за 20 миль (~26 км) від Бенсонвілла.
Місто — комерційний центр, оточений сільськогосподарськими угіддями.
Бенсонвілл є батьківщиною Вільяма Толберта, 20-го президента Ліберії. Перш ніж його було вбито в результаті державного перевороту 1980 року, Толберт планував зробити Бенсонвілл новою столицею держави.

## Економіка
До громадянської війни промисловість Бенсонвілла включала виробництво пиломатеріалів, мила, пластмаси, фарби, меблів та світильників, цементних блоків, мастила і кондитерських виробів.

## Клімат
Місто знаходиться у зоні, котра характеризується мусонним кліматом. Найтепліший місяць — березень із середньою температурою 26.8 °C (80.2 °F). Найхолодніший місяць — серпень, із середньою температурою 24.3 °С (75.7 °F).
| Клімат Бенсонвілла      | Клімат Бенсонвілла | Клімат Бенсонвілла | Клімат Бенсонвілла | Клімат Бенсонвілла | Клімат Бенсонвілла | Клімат Бенсонвілла | Клімат Бенсонвілла | Клімат Бенсонвілла | Клімат Бенсонвілла | Клімат Бенсонвілла | Клімат Бенсонвілла | Клімат Бенсонвілла | Клімат Бенсонвілла |
| Показник                | Січ.               | Лют.               | Бер.               | Квіт.              | Трав.              | Черв.              | Лип.               | Серп.              | Вер.               | Жовт.              | Лист.              | Груд.              | Рік                |
| Середня температура, °C | 25,5               | 26,2               | 26,8               | 26,7               | 26,3               | 25,5               | 24,5               | 24,3               | 24,9               | 25,5               | 26                 | 25,5               | 25,6               |
| Норма опадів, мм        | 26.8               | 41.2               | 87.4               | 138.1              | 256                | 463.3              | 526                | 551.3              | 590.1              | 336.4              | 148.2              | 58                 | 3222.8             |
| Днів з опадами          | 2,1                | 3                  | 6,9                | 10,5               | 18,5               | 21,8               | 22,9               | 24,3               | 24,6               | 21,7               | 13,6               | 5                  | 174,9              |
| Вологість повітря, %    | 78.3               | 77.3               | 78.8               | 78.8               | 82.9               | 84                 | 85.8               | 86.8               | 85.4               | 83.1               | 83.5               | 82.2               | 82.2               |
| ----------------------- | ------------------ | ------------------ | ------------------ | ------------------ | ------------------ | ------------------ | ------------------ | ------------------ | ------------------ | ------------------ | ------------------ | ------------------ | ------------------ |
| Джерело: Weatherbase    |                    |                    |                    |                    |                    |                    |                    |                    |                    |                    |                    |                    |                    |